# Gräsbricksleden
Gräsbricksleden är en 22 km lång vandringsled som startar vid byn Heden vid Västerdalälven nära Lima och går längs gamla fäbodstigar till fäboden Gräsbrickan vid gränsen till Värmland. Vandringsleden passerar naturreservatet Tandövala. 

## Gräsbricksmarschen
Varje år, på lördagen före midsommar, arrangeras av gräsbrickskommittén en gemensam vandring längs leden som kallas för gräsbricksmarschen. Vandringen startar vid Erlandsgården och normalt deltar 30-100 personer, högsta antalet deltagare var året 1976 då 176 personer deltog. Vid fäboden Gräsbrickan där vandringen slutar serveras under gräsbricksmarchen mat och lokala spelmän underhåller med musik.  Den första gräsbricksmarschen anordnades år 1967 av Halses Bertil Eskilsson och har sedan dess skett årligen, endast ett år har marschen blivit inställd. Vandringen ingår i Fäbodstrippeln.